# Colloredo di Monte Albano
Colloredo di Monte Albano (Colorêt di Montalban in friulano) è un comune italiano di 2 200 abitanti dell'ex provincia di Udine in Friuli-Venezia Giulia. Lo scrittore Ippolito Nievo visse e scrisse le sue opere nel castello di Colloredo.

## Storia
L’origine del nome di Colloredo deriva, con grande probabilità, dal termine latino “Corylus”, sostantivo destinato ad indicare l’albero di nocciolo, ampiamente coltivato nell’antichità nei territori del colloretano.
Proveniente dalla Bassa Austria, la famiglia Waldsee ed in particolare Eliabordo fu investita del feudo di Mels nel 1026 dal patriarca di Aquileia, dopo la visita di cortesia prestatagli durante la discesa a Roma di Corrado II di Waldsee, incoronato imperatore dal pontefice Giovanni XIX. Iniziò così la storia dei Waldsee nel territorio di Colloredo che sin dal successore di Eliabordo, Albano, presero il cognome "di Mels". Nel 1302, per volontà di Guglielmo II di Mels, si iniziò la costruzione del castello di Colloredo, su concessione del patriarca Ottobuono di Razzi. Terminato qualche anno dopo, ebbe inizialmente scopi meramente ossidionali, stante che la famiglia "di Colloredo Mels" continuò a risiedere nel castello di Mels. Nel 1420 il paese con tutto il Friuli fu assoggettato alla Repubblica di Venezia, per cui ne dovettero accettare la supremazia. Nel 1511 Colloredo fu assediata durante la rivolta della Crudel Zobia Grassa e venne anche colpita, così come una buona parte del Friuli, da un terremoto devastante. I Colloredo Mels furono in lotta con alcuni dei patriarchi di Aquileia, con i conti di Gorizia e con altre famiglie feudali, tra cui i Caminesi, i Savorgnan, i Torriani, tanto che una parte dell'ala est del castello di Colloredo venne dipinta di rosso (assumendo il nome di Casa Rossa) al fine di concentrare in quel punto eventuali attacchi ed evitare così danneggiamenti all'intero complesso manieristico. Dopo il 1511, visto il diminuire delle lotte tra famiglie nobiliari, il castello di Colloredo divenne nuova residenza dei Colloredo Mels, che abbandonarono il precedente castello ed iniziarono un'opera di abbellimento e ampliamento nel maniero colloretano. Nel corso degli secoli i Colloredo Mels ebbero matrimoni tra varie famiglie che ottennero titoli e nobiliari e proprietà entro il perimetro castellano (tra i più celebri si ricorda quello con la famiglia Nievo, da cui discenderà nel 1831 il celebre scrittore Ippolito Nievo).
Pesantemente danneggiato, così come il resto del paese e delle frazioni dagli eventi sismici del 1976, è oggetto di una ricostruzione ed recupero storico artistico che lo riporterà agli splendori iniziali, grazie ad una legge che, parimenti ai paesi di Venzone e Gemona del Friuli, ha concesso alla regione di sostituirsi allo stato nella gestione dell'intera operazione.

### Simboli
Lo stemma e il gonfalone sono stati concessi con decreto del presidente della Repubblica del 19 ottobre 1983.
Il gonfalone è un drappo partito di bianco e di rosso.

## Monumenti e luoghi d'interesse

### Castello di Mels
Costruito a partire dal 1026 dalla famiglia Waldsee, che successivamente assunse il cognome "di Mels", fu il primo castello edificato sul territorio comunale. Utilizzato sino al 1511 quale residenza nobiliare, venne poi abbandonato a favore del maniero di Colloredo di Monte Albano, di maggiori dimensioni. Lasciato deperire, subì i danni degli eventi sismici del 1976 che lo atterrarono completamente. Dopo il Terremoto del Friuli, a partire dal 1994 venne ricostruita la torre di vedetta dell'antico castello - denominata "La Torate" - ad oggi accessibile con una sicura scala interna in ferro, offrendosi quale interessante punto panoramico. Nel 2009, per interesse dell'amministrazione comunale, venne ricostruita anche la chiesetta di Sant'Andrea annessa al maniero, consentendo il riposizionamento in loco del rosone cinquecentesco e di una pala d'altare di Gaspare Narvesa (1558-1639), unica opera dell'autore realizzata nella sinistra Tagliamento.

### Castello di Colloredo di Monte Albano
Fu uno dei più sontuosi castelli del Friuli, i cui fasti sono legati alla famiglia dei Colloredo Mels, discendenti dai Waldsee. Il castello fu iniziato da Guglielmo di Mels nel 1302 con l'autorizzazione del patriarca di Aquileia. Nel 1420 dovette capitolare alle armi veneziane; nel 1511 fu saccheggiato durante la rivolta contadina (Crudele giovedì grasso).
Nel corso dei secoli successivi fu ampliato più volte; una parte del castello appartenne in seguito a matrimonio ai Nievo. Ippolito Nievo vi abitò, vi accolse ospiti, tra i quali anche Arnaldo Fusinato, e vi scrisse Le confessioni di un italiano. La cucina del castello è quella descritta nelle Confessioni.

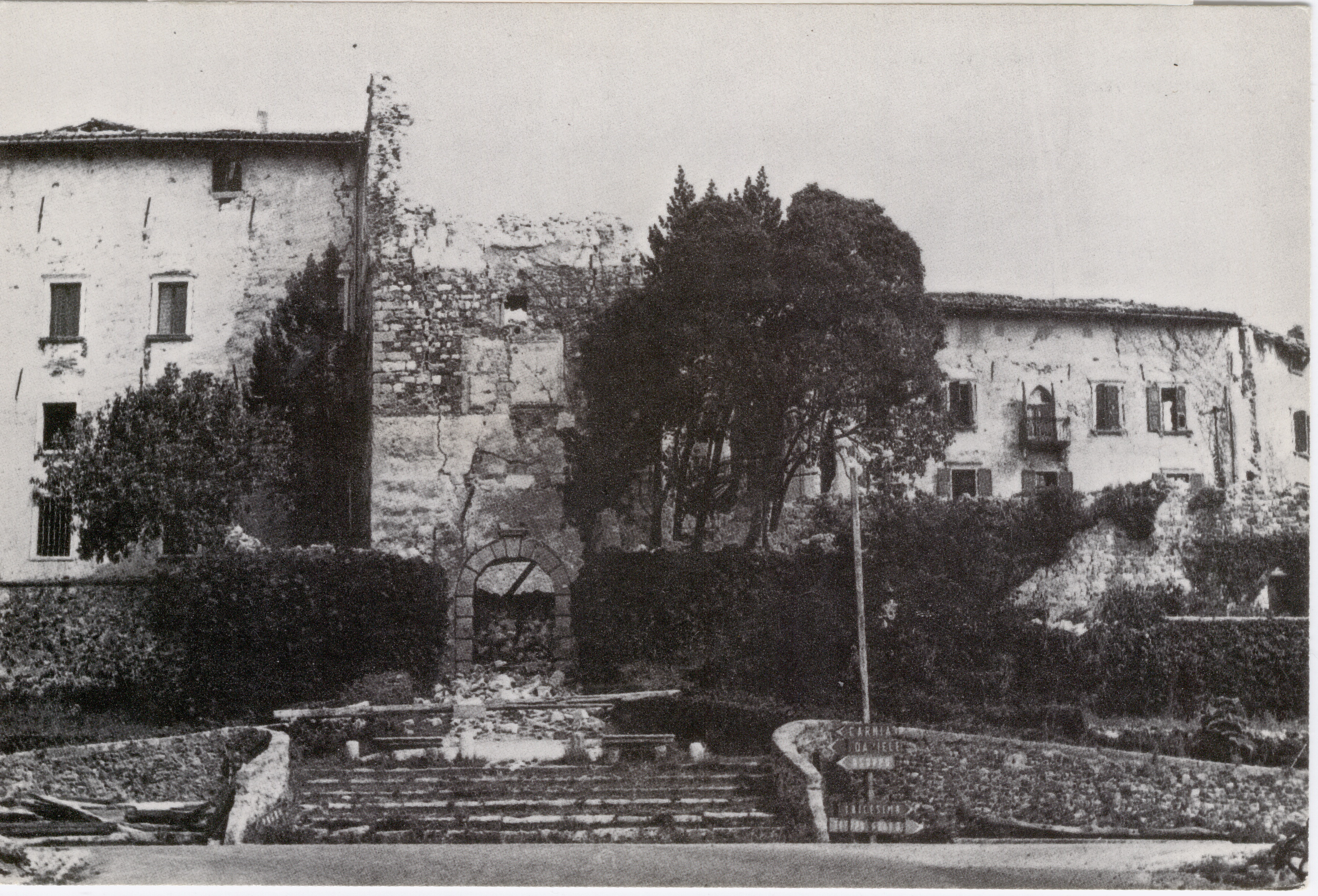
Il castello dopo il terremoto del 1976

Il castello fu pesantemente danneggiato dal terremoto del 6 maggio 1976 e successivamente restaurato.

### Castello di Caporiacco
La prima menzione del Castello di Caporiacco risale al 1292, anno in cui alcuni esponenti della famiglia dei Villalta chiesero ed ottennero dal patriarca di Aquileia Raimondo della Torre di essere infeudati del castello di Caporiacco, in conseguenza dell'estinzione della famiglia stessa per mancanza di eredi.
La stessa famiglia ricostruì il castello a partire dal 1292, dopo che il precedente rovinò sotto le armi del patriarca Gregorio di Montelongo che punì Deltamo di Caporiacco per aver disobbedito ad un suo ordine.
Atterrato ed arso nel 1310 dal conte di Gorizia, il castello venne ricostruito attorno al 1330-1335, secondo un documento che fa menzione di lavori presso "La Mota", luogo ove sorge il maniero. Subì nuovamente distruzione tra il 1351 ed il 1353, anni in cui il patriarca Nicolò di Lussemburgo giustiziò moltissimi nobili e distrusse numerosi castelli per vendicare l'uccisione del suo predecessore Bertrando di Saint Genies.
Un documento del 1420 menziona il Castello di Caporiacco per le ampie sale di rappresentanza di cui era fornito, probabilmente dopo la ricostruzione del maniero post 1353. Nuovamente danneggiato pesantemente nei saccheggi della Zobia Grassa del 1511 e in eventi bellicosi tra famiglie nobiliari nel 1652, venne sempre ricostruito ed anche ampliato sino alle dimensioni attuali.
La costruzione oggi visibile, dopo gli eventi sismici nel 1976, è frutto di un recupero "pietra su pietra" eseguito dopo il terremoto per principale volontà di Gino di Caporiacco, discendente della famiglia.

### Chiesa Parrocchiale di Ognissanti a Mels
Completamente ricostruito a partire dal 1985 su progetto dell'architetto bergamasco Ezio Caffi, dopo gli eventi sismici nel 1976 che rasero al suolo la chiesa e la cella campanaria, si presenta come una struttura cementizia moderna ad aula rettangolare e presbiterio leggermente rialzato, coperta da tetto a due falde con travatura lignea. Degne di nota le vetrate policrome della chiesa che coprono la quasi totalità delle pareti laterali ed il timpano della facciata, realizzate dal celebre vetraio Alessandro Ricardi Di Netro, discendente della famiglia nobiliare dei Colloredo Mels.
Dall'altra parte della strada si erge la torre campanaria, costruita tra il 1908 ed il 1912 dai paesani di Mels. Danneggiata dagli eventi sismici nel 1976, che ne rasero al suolo la cella campanaria ed il tamburo ottagonale con cuspide alta, venne ricostruita nel 1985 insieme alla chiesa, senza erigere nuovamente la cuspide precedentemente esistente. Al suo interno quattro campane, di cui tre fuse nel 1977 dalla fonderia udinese Clocchiatti e donate dal comune di Mels, nel Canton San Gallo in Svizzera, come da iscrizione riportata sulle campane: Mels de Svuissare a Mels dal Friûl (Mels della Svizzera a Mels del Friuli) e le due chiavi incrociate tra loro a segno di unione tra i due paesi ed una campana del 1921, fusa sempre in Udine dalla fonderia Giovanni Battista De Poli, campana piccola appartenente al concerto ante terremoto ed unica superstite dello stesso, ricollocata sul campanile e ribattezzata dai paesani con il nome "Cjampane dal Taramot" (Campana del Terremoto), a perenne memoria delle nove vittime degli eventi sismici del 1976 ed uniche vittime dell'intero comune di Colloredo di Monte Albano.

### Chiesa di San Zenone a Entesano
L'edificio, documentato fin dal 1275, si trova sull'antica Iulia Concordia ed appena fuori dal paese di Entesano. Dedicato ai Santi Zenone e Maria, è stato riaperto al culto nel 2015, dopo i restauri effettuati a recupero degli eventi sismici del 1976.

### Chiesa Parrocchiale dei Santi Andrea e Mattia in Colloredo di Monte Albano
L'edificio, costruito tra il 1326 ed il 1330 dalla famiglia dei Colloredo Mels, anticamente era la chiesa del castello di Colloredo. Completamente ricostruita su progetto di Ciro di Pers tra il 1628 ed il 1750, è fornita di bellissime opere d'arte al suo interno. Nel 1953 divenne chiesa parrocchiale, dopo la donazione fatta dai nobili colloretani. Danneggiata nel 1976 dagli eventi sismici, tra il 1979 ed il 1992 fu oggetto di restauri importanti che permisero la sua riapertura al culto.

### Chiesa Parrocchiale di San Lorenzo Martire in Caporiacco
L'edificio, costruito dal 1900 su progetto di Mons. Angelo Noacco, venne terminato nel 1902 e solennemente consacrato nel 1906. La chiesa in stile neogotico, frutto di un ampliamento e profondo restauro dell'edificio precedente, contiene al suo interno numerose opere pittoriche del sandanielese Giuseppe Buzzi e del gemonese Francesco Barazzutti, tutte realizzate tra il 1902 ed il 1906. Di fianco alla chiesa la torre campanaria realizzata nel 1866 a sostituzione del campanile a vela precedentemente esistente sul colmo della facciata, campanile poi elevato nel 1923 per "esser in armonia nel disegno e nelle proporzioni co la ecclesia" e dotato di un nuovo concerto di tre campane nel 1924, opera del piemontese Achille Mazzola.

## Società

### Evoluzione demografica
Abitanti censiti

### Lingue e dialetti
A Colloredo di Monte Albano, accanto alla lingua italiana, la popolazione utilizza la lingua friulana. Ai sensi della Deliberazione n. 2680 del 3 agosto 2001 della Giunta della Regione Autonoma Friuli-Venezia Giulia, il Comune è inserito nell'ambito territoriale di tutela della lingua friulana ai fini della applicazione della legge 482/99, della legge regionale 15/96 e della legge regionale 29/2007.
La lingua friulana che si parla a Colloredo di Monte Albano rientra fra le varianti appartenenti al friulano centro-orientale.

## Cultura
Colloredo di Monte Albano è sede di una storica casa editrice: Del Bianco Editore.

## Economia

### Artigianato
Per quanto riguarda l'artigianato, Colloredo di Monte Albano è rinomata per la lavorazione del cuoio e delle pelli.